# Nicolas Anthonioz
Pour les articles homonymes, voir Anthonioz.
Nicolas Anthonioz (né le 6 juillet 1981) est un skieur de skicross et de freeride. 
Après un passé en FIS, il s'oriente vers le skicross et le freeride. Il est également moniteur de ski à l'ESF des Gets. 
Il vient des Gets (les Métrallins) sur le versant du mont Chéry.
Nicolas Anthonioz est l'un des membres fondateurs de l'association locale "Les Wetzayers" et en a été le président durant plusieurs années.

## Palmarès
- Vainqueur du tribe events enduro ski 2013
- Vainqueur du Derby de La Meije 2012
- Troisième du Derby de La Meije 2011
- Vainqueur du Derby de La Meije 2010
- Vainqueur du tribe events enduro ski 2010
- Vainqueur du Derby de La Meije le 3 avril 2009, en 5 min 29 s, soit à 1 seconde du record d'Olivier Meynet, mais sans combinaison de descente, et avec la partie supérieure non damée
- Vainqueur du Grand Raid 2008 avec Sébastien Pichot
- Vainqueur du Derby de La Meije le 4 avril 2008
- Vainqueur de la coupe de France de skicross 2005
- Vainqueur du Grand Raid en 2005 avec Ludovic Uras
- Vainqueur du Derby du Mont Rose en 2005
- Aurait pu gagner le Derby de la Meije en 2005, mais tombe à 200 m de l'arrivée, au coude à coude avec Cyril Meynet, après un run d'anthologie.